# Jardín de Dota
Jardín es un distrito del cantón de Dota, en la provincia de San José, de Costa Rica.

## Geografía
Jardín cuenta con un área de 33,27 km² y una altitud media de 2221 m s. n. m.

## Demografía
Para el año 2022, Jardín cuenta con una población estimada de 843 habitantes, y para el último censo efectuado, en 2011, Jardín contaba con una población de 524 habitantes.

## Localidades
- Poblados: Cabeceras de Tarrazú, Chonta (parte), Quebradillas.

## Transporte

### Carreteras
Al distrito lo atraviesan las siguientes rutas nacionales de carretera:
- Ruta nacional 226